# Johann Stucke

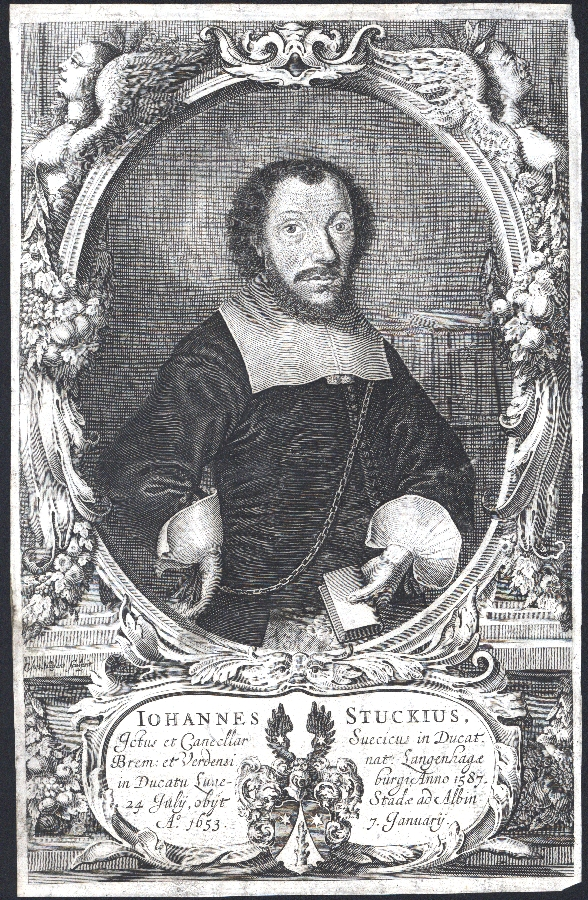
Johann Stucke

Johann Stucke (auch: Johannes Stuckius oder Johannes Stuck; * 24. Juli 1587 in Langenhagen; † 7. Januar 1653 in Stade) war ein deutscher Jurist und Politiker.

## Leben
Johann Stucke wurde auf dem Meierhof Nr. 9 in der Kircher Bauernschaft des Dorfes Langenhagen als Sohn des calenbergischen Kirchenbeamten Jobst Stucke und dessen Frau Elisabeth Engelke geboren. Er besuchte die Lateinschule (das spätere Ratsgymnasium) in Hannover. 1603 bezog er die Universität Helmstedt, wo er sich dem Studium der Rechtswissenschaften widmete. 1610 wechselte er an die Universität Marburg, ging dann an die Universität Heidelberg und sammelte am Reichskammergericht in Speyer erste praktische Erfahrungen in der juristischen Praxis. Während einer Kavaliertour durch Frankreich erhielt er 1612 an der Universität Orléans den juristischen Doktorgrad, wurde 1613 von Herzog Friedrich Ulrich zu Braunschweig-Lüneburg als Hofgerichtsassessor in Wolfenbüttel angestellt und wurde im selben Jahr Professor der Institutionen an der Universität Helmstedt.
Nach dem Tod von Andreas Cludius übernahm er 1616 dessen Professur des Kodex, wurde 1617 zum Rat von Haus aus ernannt und wirkte in Helmstedt dreiundzwanzig Jahre lang. Seiner Verdienste wegen wurde der väterliche Hof im Jahr 1629 von Herzog Friedrich Ulrich mit den Rechten eines Freihofs versehen. Nach dem Tod Friedrich Ulrichs wurde Stucke 1634 von Herzog August dem Älteren von Celle zur Mitarbeit an den Landesteilungsverhandlungen berufen, wurde 1636 Vizekanzler und 1638 Kanzler Georgs von Braunschweig-Calenberg. Für seinen Landesherrn war er in diplomatischen Missionen vor allem in Dänemark tätig. Nach dessen Tod trat er 1641 vom Staatsdienst zurück, um sich wiederum wissenschaftlicher Arbeit zu widmen. Dennoch blieb er Berater der Nachfolger Georgs.
1649 folgte er einem Ruf der Königin Christina von Schweden und übernahm als Geheimrat und Kanzler die Regierung der an Schweden abgetretenen Herzogtümer Bremen und Verden mit Sitz in Stade. Verdienste erwarb er sich dadurch, dass er eine Annäherung der schwedischen Krone an das Land Braunschweig erzielte, was im Hildesheimer Bund von 1652 besiegelt wurde. Dadurch gelang eine Neuorganisation des niedersächsischen Reichskreises sowie die Konstituierung der evangelischen Fürstenpartei, die auf dem Reichstag von 1653/54 dem Kaiser entgegentrat. Den Abfall Schwedens von dieser Partei hat der Kanzler nicht mehr verhindern können, da er an einer plötzlich auftretenden Kolik verstarb. Sein Leichnam wurde am 10. Februar 1653 bei der königlichen Hofkirche in Stade beigesetzt.

## Familie
Stucke war zwei Mal verheiratet. Seine erste Ehe schloss er am 28. November 1613 in Hannover mit Anna Marie (* 13. August 1593; † 9. Dezember 1639 in Hildesheim, begraben am 13. Januar 1639 in der Pfarrkirche St. Georg Hannover), der Tochter des fürstlich braunschweigischen Hof- und Konsistorialrats Johann Tedner († 1610) und dessen Frau Anna Mattenberg. Aus der Ehe stammen fünf Söhne und acht Töchter, von denen zwei Söhne und vier Töchter den Vater überlebten, deren eine Tochter Anna Maria Stucke (1616–1694) Gattin des berühmten Hermann Conring wurde.
Stuckes zweite, Ende 1640 geschlossene Ehe mit Ilse Sophie von Dassel, der Witwe des Juristen Thomas Sobbe, blieb kinderlos.

## Werke
- Disputatio Iuridica De Defensione Necessaria, Sive Moderamine Inculpatae Tutelae. Lucius, Helmstedt 1623.
- De vindicta et defensione. 1629.
- Dispvtatio ivridica de ivrisprvdentiae natvra. 1622.
- De beneficiis juris cum communibus tum singulorum. 1635.
- De natura et essentia possessionis in genere et specie. 1628.
- Dispvtatio inavgvralis materiam frequentißimam ac nobilißimam ejus qvod. 1621.
- Dispvtatio ivridica de fideivssoribvs. 1617.
- De ivre protimiseos. 1635.